# Harry
Harry är ett mansnamn av engelskt ursprung. Det kommer från det franska Henri. Det används i modern tid som smeknamn för Henry, som härstammar från det forntyska Henrik, som är bildat av ord som betyder 'hem' och 'härskare'. Harry kan också användas som smeknamn för Harald, vilket betyder 'härold, budbärare'.
Harry dök upp i Sverige i mitten av 1800-talet, äldsta belägg är år 1858. Det hade en storhetsperiod under de första decennierna av 1900-talet men blev därefter ovanligt. Efter att det kom in i almanackan 1986 har namnet dock börjat öka igen. Den 31 december 2012 fanns det totalt 18 026 personer i Sverige med namnet, varav 4 621 med det som förstanamn/tilltalsnamn . År 2003 fick 163 pojkar namnet, varav 33 fick det som tilltalsnamn.
Namnsdag: 10 oktober (sedan 2001). Dessförinnan på 22 augusti. I den finlandssvenska namnsdagslängden har Harry namnsdag 6 januari sedan 1929, då en egen namnsdagskalender togs i bruk för finlandssvenskar.
I Finland och Wales används namnformen Harri istället för Harry, till exempel den tidigare finländska statsministern Harri Holkeri, rallyföraren Harri Rovanperä och skidåkaren Harri Kirvesniemi. Finlandssvenskar använder dock namnformen Harry, såsom författaren Harry Järv.

## Personer med förnamnet Harry

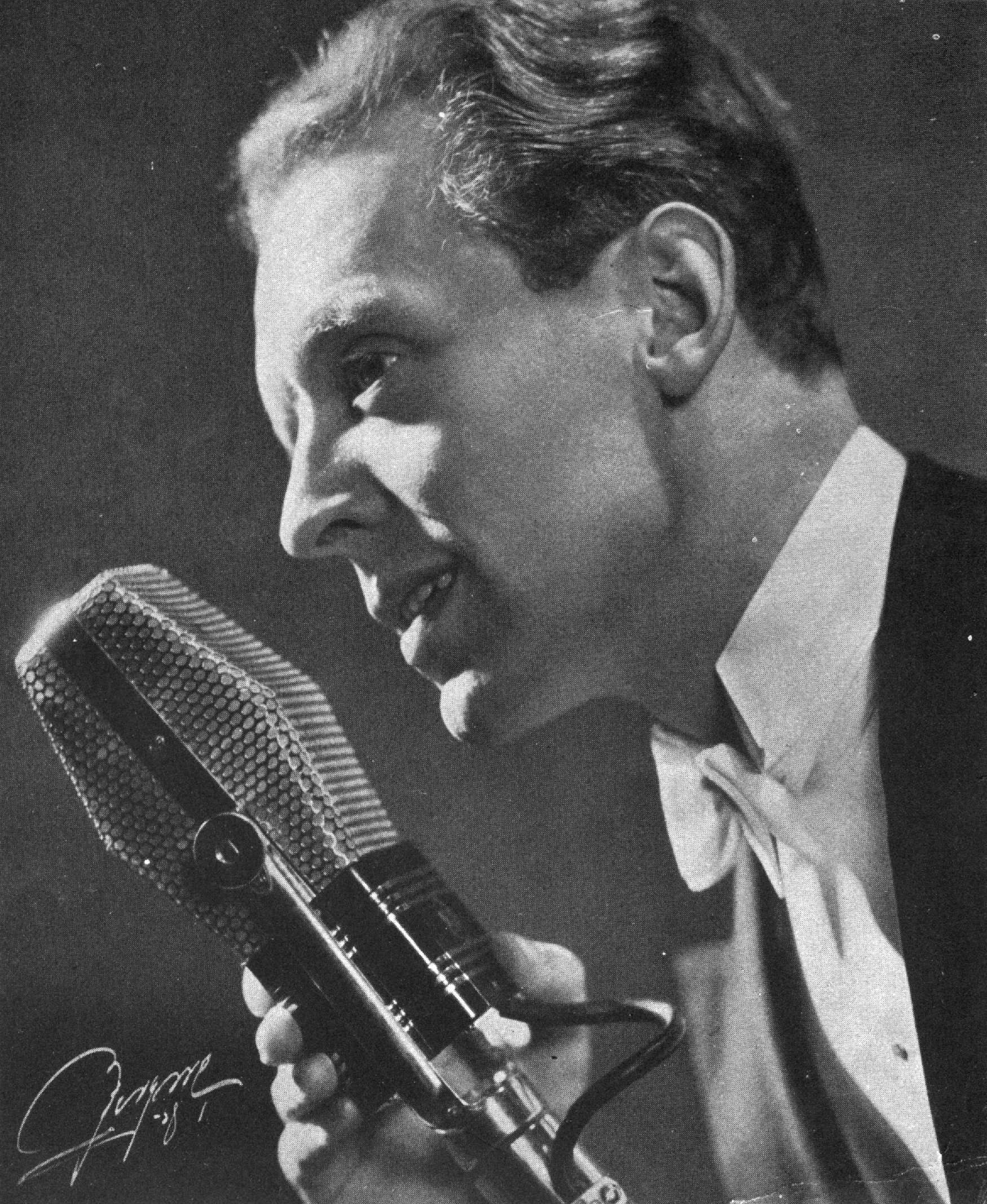
Harry Brandelius.

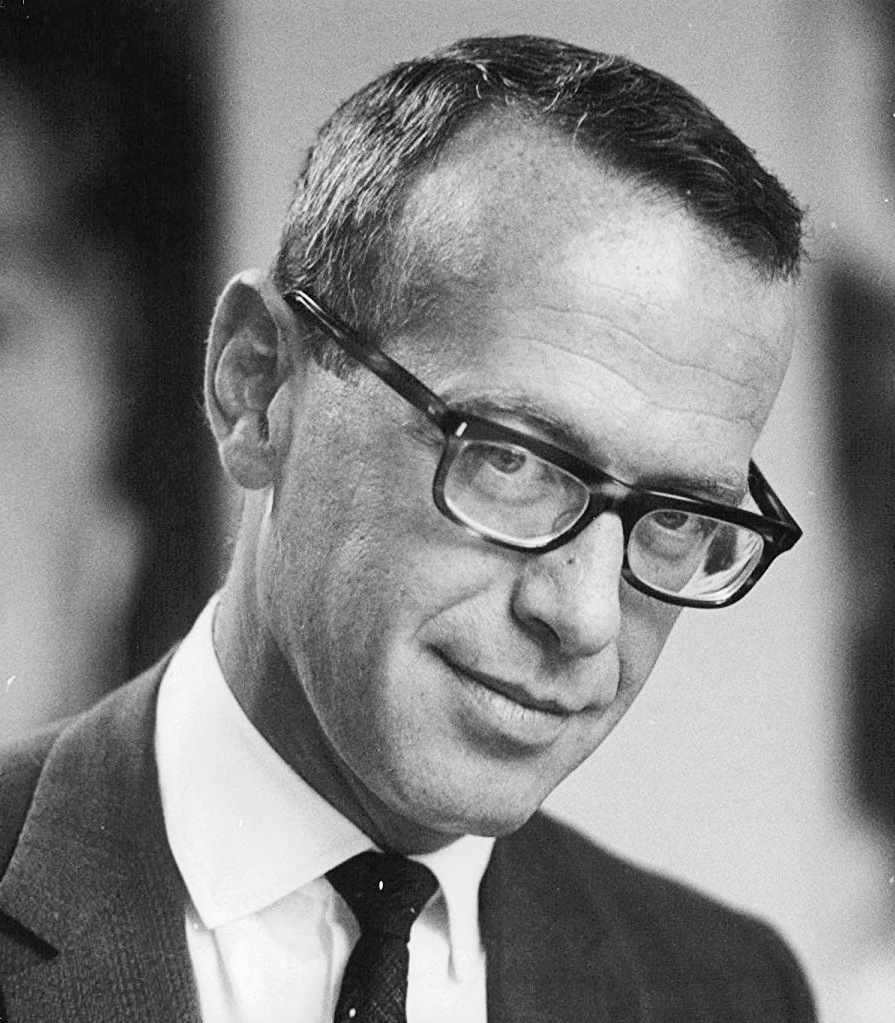
Harry Schein 1964.

- Harry Arnold - svensk kompositör, kapellmästare, arrangör och musiker
- Harry Belafonte – amerikansk calypsosångare och skådespelare
- Harry Bild - fotbollsspelare
- Harry Blomberg – författare
- Harry Brandelius - sångare
- Harry Eden - brittisk skådespelare
- Harry Hjörne - journalist, chefredaktör
- Harri Holkeri - finländsk f.d. statsminister
- Harry Hopkins - amerikansk presidentrådgivare
- Harry Hopman - australisk tennisspelare och tenniscoach
- Harry Houdini – amerikansk illusionist och utbrytarkung
- Harry James - amerikansk jazztrumpetare
- Harry Judd - trummis i brittiska bandet McFly
- Harry Järv - finlandssvensk författare, bibliotekarie, översättare, syndikalist, krigsveteran
- Harry Kane, engelsk fotbollsspelare
- Harri Kirvesniemi - finländsk längdskidåkare
- Harri Koskela - finländsk brottare
- Harry Larva - finländsk friidrottare, OS-guldmedaljör
- Harry Lundahl - fotbollsspelare
- Harry Markowitz - amerikansk ekonom, mottagare av Sveriges Riksbanks pris i ekonomisk vetenskap till Alfred Nobels minne
- Harry Martinson – författare, mottagare av Nobelpriset i litteratur, ledamot av Svenska Akademien
- Harry Morgan - amerikansk skådespelare
- Harry Nilsson - amerikansk sångare och låtskrivare
- Harry Nyman - svensk skådespelare och musiker
- Harry Persson (boxare) - tungviktsboxare
- Harry Ramberg - tennisspelare
- Harry Rosenswärd - seglare, OS-guld 1912
- Harry Saltzman – kanadensiskfödd filmproducent
- Harry Sandager – amerikansk politiker
- Harry Schein – politiker, skribent och chef för Svenska Filminstitutet
- Harry Snell – svensk tävlingscyklist
- Harry Stenqvist – svensk tävlingscyklist, OS-guld 1920
- Harry Styles – sångare och låtskrivare, tidigare medlem i brittiska bandet One Direction
- Harry Söderman – svensk ämbetsman och kriminaltekniker
- Harry S. Truman – amerikansk president

## Fiktiva personer med förnamnet Harry
- Harry Friberg, huvudperson i Stieg Trenters svit med deckarromaner
- Harry Potter, huvudperson i romanserie av J.K. Rowling
- Dirty Harry, filmfigur som spelas av Clint Eastwood i filmerna med samma namn
- Harry Hole, huvudperson i Jo Nesbøs svit med deckarromaner.
- Harry Bosch, huvudperson i Michael Connellys svit med deckarromaner.
- Harry "Dynamit-Harry" Kruth, karaktär i filmerna om Jönssonligan.
- Harry Viktor, revyartist i dokumentären En stor svensk: Harry Viktor, av Fredrik Lindström och Pontus Djanaieff.
- Harry Jernfeldt, hårt prövad affärsman från katastrofmusikalen Stinsen brinner med Galenskaparna & After Shave